# Cidofovir
Cidofovir (tên thương hiệu Vistide) là thuốc kháng vi-rút tiêm chủ yếu được sử dụng để điều trị viêm võng mạc do cytomegalovirus (CMV) (nhiễm trùng võng mạc mắt) ở người bị AIDS.
Cidofovir đã được phê duyệt cho sử dụng y tế vào năm 1996.

## Sử dụng y tế

### Virus DNA
Dấu hiệu duy nhất của nó đã nhận được sự chấp thuận theo quy định trên toàn thế giới là viêm võng mạc do cytomegalovirus. Cidofovir cũng đã cho thấy hiệu quả trong điều trị nhiễm HSV kháng aciclovir. Cidofovir cũng đã được nghiên cứu như là một phương pháp điều trị bệnh não chất trắng đa ổ tiến triển với các báo cáo trường hợp thành công về việc sử dụng nó. Mặc dù vậy, loại thuốc này không chứng minh được hiệu quả trong các nghiên cứu có kiểm soát. Cidofovir có thể có hiệu quả chống bệnh đậu mùa và có thể được sử dụng trên cơ sở hạn chế trong trường hợp xảy ra sự cố sinh học liên quan đến các trường hợp bệnh đậu mùa. Brincidofovir, một dẫn xuất cidofovir với hoạt tính cao hơn nhiều so với bệnh đậu mùa có thể dùng đường uống đã được phát triển. Nó có tác dụng ức chế sự nhân lên của virus varicella-zoster trong ống nghiệm mặc dù cho đến nay chưa có thử nghiệm lâm sàng nào được thực hiện, có thể là do sự phong phú của các lựa chọn thay thế an toàn hơn như aciclovir. Cidofovir cho thấy hoạt động chống vi rút BK trong một nhóm người nhận ghép. Cidofovir đang bị điều tra như một liệu pháp bổ sung intralesional chống papillomatosis do HPV.
Nó lần đầu tiên nhận được sự chấp thuận của FDA vào ngày 26 tháng 6 năm 1996, phê duyệt TGA vào ngày 30 tháng 4 năm 1998  và phê duyệt EMA vào ngày 23 tháng 4 năm 1997.
Nó đã được sử dụng tại chỗ để điều trị mụn cóc.

### Khác
Nó đã được đề xuất như là một tác nhân chống độc, do sự ức chế FGF2.

## Cách dùng
Cidofovir chỉ có sẵn dưới dạng thuốc tiêm tĩnh mạch. Cidofovir sẽ được dùng cùng với probenecid làm giảm tác dụng phụ cho thận. Probenecid làm giảm độc tính trên thận bằng cách ức chế vận chuyển anion hữu cơ của các tế bào biểu mô ống gần của thận. Ngoài ra, hydrat hóa phải được dùng cho bệnh nhân dùng cidofovir. Nên dùng 1 lít nước muối bình thường kết hợp với mỗi liều cidofovir.

## Cơ chế hoạt động
Chất chuyển hóa hoạt động của nó, cidofovir diphosphate, ức chế sự nhân lên của virus bằng cách ức chế chọn lọc DNA polymerase của virus. Nó cũng ức chế polymerase của người nhưng hành động này yếu hơn 8-600 lần so với hành động của nó đối với polymerase DNA của virus. Nó cũng kết hợp chính nó vào DNA virus do đó ức chế tổng hợp DNA của virus trong quá trình sinh sản.
Nó có hoạt động in vitro chống lại các virus sau:
- Virus herpes ở người
- Adenovirus
- Poxvirus ở người (bao gồm cả virus đậu mùa)
- Virus u nhú ở người

## Lịch sử
Cidofovir được phát hiện tại Viện Hóa học hữu cơ và hóa sinh, Prague, bởi Antonín Holý, và được phát triển bởi Gilead Science  và được bán với tên thương hiệu Vistide bởi Gilead ở Hoa Kỳ và bởi Pfizer ở nơi khác.

## Tổng hợp
Cidofovir có thể được tổng hợp từ một dẫn xuất pyrimidone và một dẫn xuất được bảo vệ của glycidol.